# Peerke Donderskapel
De Peerke Donderskapel is een kapel in de Nederlandse stad Tilburg.

## Achtergrond
Petrus Norbertus Donders of Peerke Donders (1809-1887), was een Nederlandse missionaris. Hij werd geboren als zoon van een wever in de buurtschap Heikant, bij Tilburg. Nadat hij in 1841 tot priester werd gewijd vertrok hij naar Suriname. Hij werd kapelaan in Paramaribo en vanaf 1856 pastoor op de staatsleprozerie Batavia, een voormalige plantage buiten de stad. Hij trad toe tot de congregatie van de redemptoristen en maakte vanaf 1867 missiereizen naar de binnenlanden van Suriname. In 1882 werd hij teruggeroepen naar Paramaribo en vervolgens te werk gesteld op de missiepost Mary's Hope te Coronie. In 1885 werd hij opnieuw gestationeerd op Batavia, waar hij in 1887 overleed. In 1900 werd zijn lichaam bijgezet in de Sint-Petrus-en-Pauluskerk te Paramaribo. 
Kapel
Vanaf 1900 kochten de redemptoristen de grond rond het voormalig geboortehuis van Donders. In 1923 werd op de plek waar het geboortehuis had gestaan een marmeren gedenksteen geplaatst. In datzelfde jaar werd de kapel gebouwd. Architect Jos Donders liet zich daarvoor inspireren door de eenvoudige missiekerkjes zoals deze door missionarissen werden gebouwd. Naast het gebouw werd een processiepark aangelegd. De kapel werd gewijd aan de Allerheiligste Drievuldigheid en op 28 oktober 1923 ingezegend door pater H. van Driel, rector van het Redemptoristenklooster te 's-Hertogenbosch. In 1982 werd Donders zalig verklaard. De kapel werd in dat jaar gerestaureerd en uitgebreid. In de kapel hangt sinds 1925 een door Albin Windhausen geschilderd portret van Donders, bij de restauratie werd deze achter het nieuwe altaar gehangen. In de kapel hangen ook twaalf door Windhausen geschilderde taferelen uit het leven van Donders. Op 4 juni 1987 werd de kapel toegewijd aan de zalige Petrus Donders. 
In 1926 werd in het Wilhelminapark in Tilburg het standbeeld van Peerke Donders onthuld. Vier jaar later werd het geboortehuis van Peerke Donders gereconstrueerd. Men wilde ook een gedenkteken voor Donders op zijn geboortegrond en in 1933 werd nabij de kapel het Peerke Dondersmonument van Karel Lücker geplaatst.

## Beschrijving
De houten kapel is gebouwd op een rechthoekige plattegrond. Het eenbeukig gebouw is vijf traveeën lang. Het zadeldak heeft een groot overstek en is gedekt met tuile-du-nordpannen. Op de geveltoppen staat een houten kruis. De entree bevindt zich onder een lager aangezet schilddak aan de voorzijde, met een bordes van drie treden. De sacristie is gedeeltelijk uitgebouwd.

## Afbeeldingen

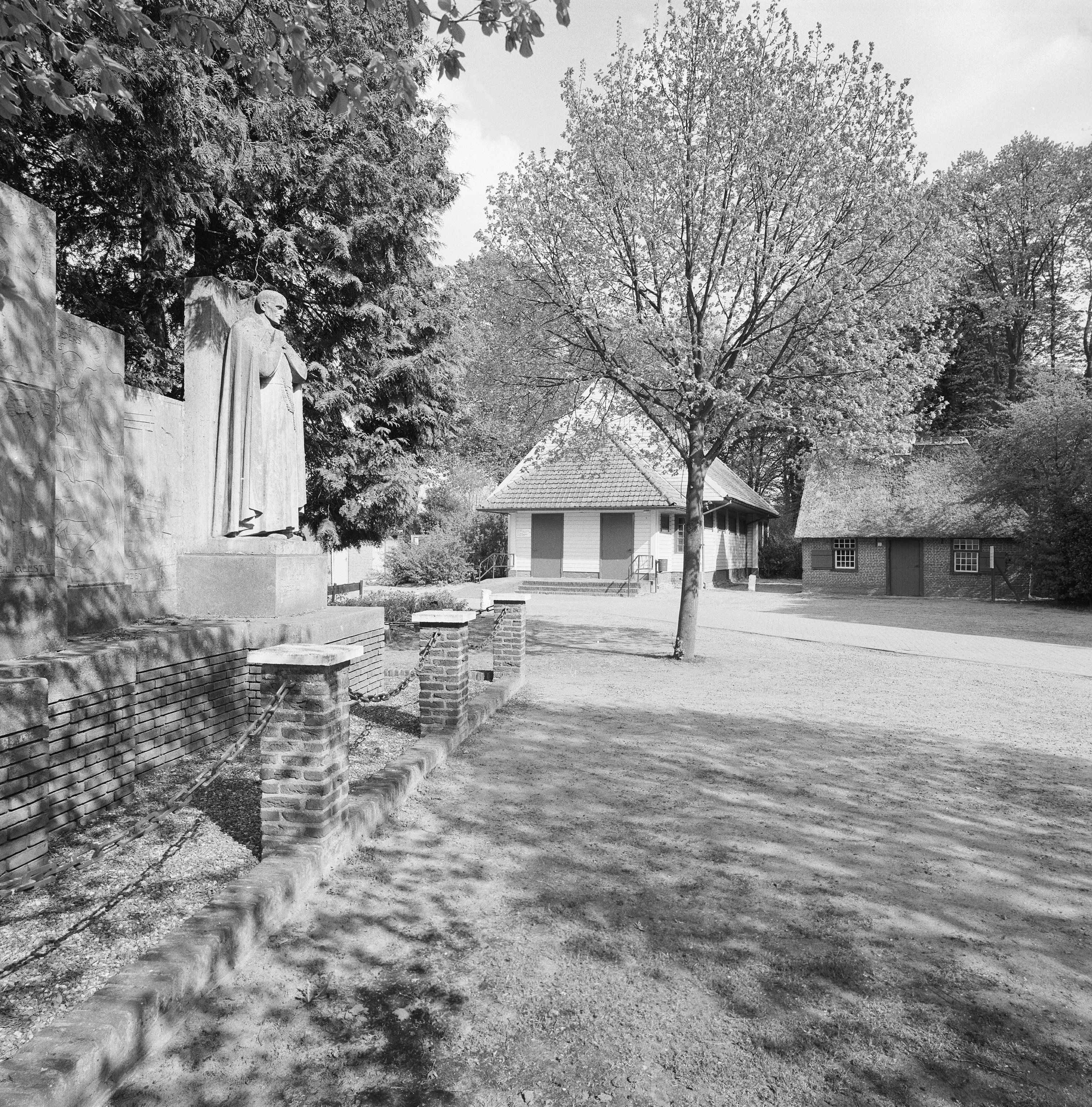
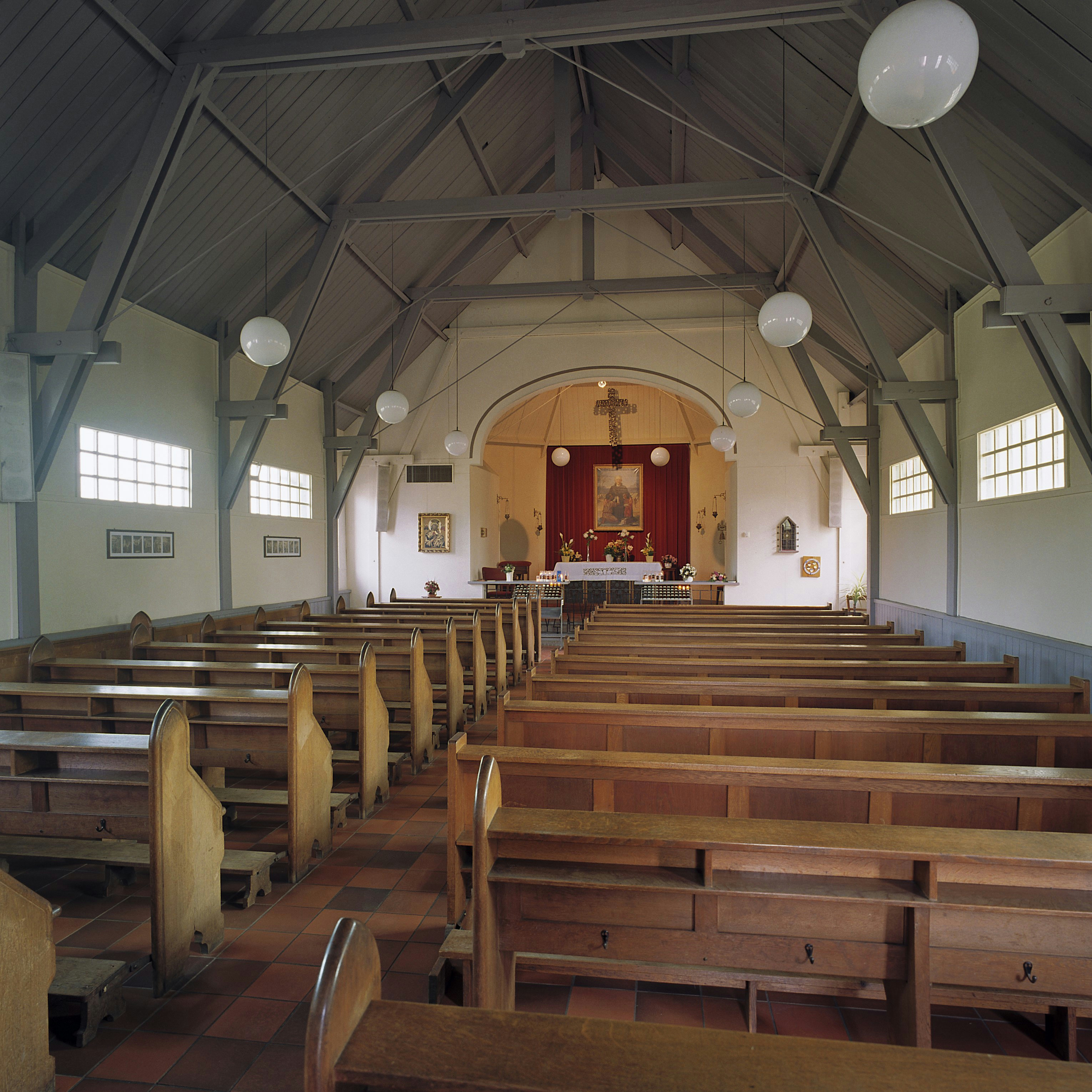

## Waardering
De kapel werd in 2002 als rijksmonument in het Monumentenregister opgenomen, vanwege het "cultuurhistorisch belang als bijzondere uitdrukking van de ontwikkeling van de katholieke devotie in het zuiden van Nederland en is tevens van belang als voorbeeld van de typologische ontwikkeling van de bedevaartplaatsen na 1900. Het is van architectuurhistorisch belang door de aan een missiekapel in de tropen herinnerende vormentaal. Het heeft ensemblewaarden wegens de bijzondere samenhang van beeldengroepen en een herbouwd monument, het is tevens van belang wegens de detaillering. Het is gaaf bewaard gebleven en van belang wegens de architectuurhistorische, bouwtechnische, typologische en functionele zeldzaamheid van een dergelijk complex."